# MegSat-1
MegSat-1 è un satellite artificiale ad orbita bassa (LEO - Low earth orbit) progettato e costruito dall'azienda italiana MegSat di Brescia. Appartenente alla categoria dei microsatelliti ha portato in orbita apparecchiature radio in gamma VHF-UHF per la ricetrasmissione di dati. È stato il secondo satellite della costellazione che l'azienda si era prefissa di realizzare. È stato messo in orbita il giorno 26 settembre 2000 alle ore 10:05 UTC, assieme a Tiung SAT della Malaysia, Unisat della Sapienza - Università di Roma, SaudiSat 1A e SaudiSat 1B dell'Arabia Saudita. Il vettore era un Dnepr lanciato dal Cosmodromo di Baikonur, Area 109, ad opera della ISC Kosmotras.

## Missioni

### Tecnologica
NEGESAR (NEw GEneration Satellite ARchitecture) technology: a bordo furono eseguiti un esperimento tecnologico chiamato SOFTEQ (un transponder) costruito seguendo la tecnologia NEGESAR per la qualificazione di materiali e soluzioni ingegneristiche da impiegare per le future generazioni di microsatelliti.

### Commerciale
Servizi commerciali quali la telelettura di contatori domestici/industriali.

## Stato attuale
Risulta essere ancora in orbita e attivo.

## Parametri
http://www.lib.cas.cz/space.40/2000/I057B.HTM